# Hosted exchange
Hosted exchange — сервіс в телекомунікаційній галузі, а саме хостинг E-mail, відповідно до якого постачальник послуги створює електронну поштову скриньку та надає вільний простір на своєму сервері, щоб клієнти могли приймати свої дані на сервері. Клієнти можуть отримати доступ до електронної пошти, адресної книги, управління завданнями та документи з різних місць і за допомогою різних способів передачі інформації.

## Переваги
- Персональні та спільні контакти
- Персональні та спільні календарі
- Персональні та спільні завдання
- Доступ з мобільних пристроїв
- Синхронізація на декількох пристроях
- Можливість централізованого керування політиками та потоком електронної пошти компанії

## Hosted exchange в Україні

### 2010
Ринок SaaS послуг в нашій країні находиться на стадії початкового розвитку, але навіть на цьому етапі є компанії які задають напрямок та темп розвитку ринку.